# 大阪人権博物館
大阪人権博物館（おおさかじんけんはくぶつかん）は、かつて大阪府大阪市浪速区に存在した、人権に関する大阪府の登録博物館。愛称はリバティおおさか。運営者は公益財団法人大阪人権博物館。
被差別部落、在日コリアン、公害被害者、ハンセン病患者、薬害被害者などの史料を展示していた。
2017年3月31日当時の理事長は石橋武、理事は5名、評議員は部落解放同盟8名で構成されている。かつては部落解放同盟大阪府連合会書記長・副委員長・中央執行委員の向井正が館長を務めていた。

## 沿革
設立の構想は、部落問題の資料の保存を目的として1980年頃に持ち上がった。大阪府や大阪市などから出資を受けて大阪市立栄小学校跡地に建設され、1985年に「大阪人権歴史資料館」として開館した。土地については大阪市が約6900平方メートルの市有地を無償で貸与し、固定資産税も免除していた。その後、部落問題以外の人権問題についても拡充を図り、1995年に「大阪人権博物館」と改めた。
2000年頃から大阪府・大阪市から展示内容を穏やかにしてほしいとする声が出るようになった。2008年に大阪府知事に就任した橋下徹は展示内容を批判しながら補助金の削減を始めた。大阪府知事に松井一郎、大阪市長に橋下徹が就任した後、2013年度から大阪府と大阪市は補助金を打ち切り、2015年度からは地代約2700万円と固定資産税・都市計画税約700万円の納付を求めた。これに対して財団法人は無償貸与の継続か賃料の減額を求めたが、大阪市はこの要求を拒否して市有地の明け渡しなどを求める訴訟を大阪地方裁判所に起こした。2020年に博物館は建物を解体して退去し、大阪市は2015年度からの賃料を免除するという内容で和解が成立した。
2020年5月末を以て閉館し、2022年に場所を移転して再開館することを目指すとした。しかし、金銭的に施設の整備が難しいとして、資料を大阪公立大学に寄贈する方針に切り替え、2023年4月に大学と財団の間で協議会を設置し、2025年度を目処に寄贈を行う方向で協議を進めることになった。なお運営元の財団法人は寄贈後も「内容と形態を変更して存続させ、社会的差別撤廃と人権確立のために、新たな社会的役割と活動分野を切り拓いていく」としている。

### 年表
- 1985年（昭和60年）12月4日 - 大阪人権歴史資料館として開館[8]。
- 1995年（平成7年）12月 - 改装、大阪人権博物館に改称[9]。
- 2005年（平成17年）12月 - 改装[10]。
- 2011年（平成23年） - 改装[11]。
- 2020年（令和2年）5月31日 - 休館[6]。

## 概要
- 主な目的
  - 人権意識の高揚を図ること
- 開館時間
  - 曜日により異なる
- 休館日
  - 毎週日曜日と月曜日と火曜日、祝日、毎月最終の金曜日と土曜日、年末・年始
- 入館料
  - 大人：500円
  - 高校生・大学生：300円
  - 中学生以下:200円
  - 65歳以上：300円
  - 障害者（介護者を含む）は無料
  - 人権週間（12月4日 - 12月10日）は無料
- 発行物
  - 『ビジュアル部落史』シリーズなど、解放出版社から書籍が発売されている

## 交通アクセス
- 南海高野線（汐見橋線） 木津川駅から徒歩5分（最寄駅だが本数が30分間隔と少ない）
- JR西日本大阪環状線 芦原橋駅から徒歩10分
- JR西日本関西本線（大和路線）・大阪環状線 今宮駅から徒歩12分
- 大阪シティバス29系統 浪速西3丁目（大阪人権博物館前）停留所から徒歩3分

## 関連記事
- 朝治武
- 角岡伸彦
- 藤原惠 - 大阪人権歴史資料館初代館長